# Bombardamento navale di Genova (1940)
Il bombardamento navale di Genova (nome in codice opération Vado, noto in Italia anche come battaglia di Genova) fu un bombardamento avvenuto sulla città ligure il 14 giugno 1940.
Fu la prima azione offensiva compiuta via mare dagli Alleati durante la seconda guerra mondiale ai danni di una città italiana, avvenuto appena 4 giorni dopo la dichiarazione di guerra da parte dell'Italia verso Francia e Gran Bretagna.

## Premesse
Già dal 1935 l'Italia si stava preparando alla costruzione di un sistema difensivo a difesa delle migliaia di chilometri di terra e coste del paese; i centri su cui furono focalizzate le difese furono i centri industriali costieri. Città come Venezia, Livorno, Palermo, Monfalcone e, appunto, Genova furono dotate di batterie costiere e pontoni armati per difendersi da eventuali incursioni navali nemiche. Già negli anni immediatamente precedenti al 10 giugno 1940, i rapporti tra l'Italia di Benito Mussolini e la Francia di Édouard Daladier andavano deteriorandosi: la rottura da parte inglese del Fronte di Stresa e, in seguito, l’opposizione inglese e francese alla politica coloniale italiana in Etiopia portarono i rapporti diplomatici tra le potenze democratiche europee e l'Italia ai minimi storici.
Allo scoppio della seconda guerra mondiale, dopo la dichiarazione di guerra di Francia e Gran Bretagna alla Germania, l'Italia si dichiarò non belligerante, nonostante il Patto d'Acciaio siglato con la Germania nazista.

L'opportunità di azione per il sistema difensivo costiero diventò reale il 10 giugno 1940, data in cui l'Italia dichiarò ufficialmente guerra a Francia e Gran Bretagna, che non aspettarono molto nel compiere azioni offensive al nuovo nemico. Nella notte dell'11 giugno aerei britannici sganciarono 5 tonnellate di bombe su Genova e lo stesso accadde la notte del 13, stavolta da parte di aerei francesi.

## L'azione navale francese

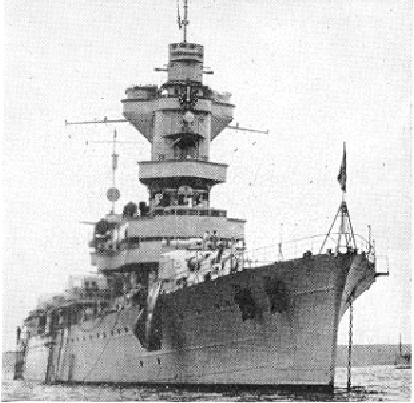
L'incrociatore Algerie

La sera del 13 giugno, mentre otto bombardieri bimotori francesi Lioré et Olivier LeO 451 attaccavano con poco successo i depositi di nafta di Vado Ligure, partirono da Tolone le navi della 3ª Squadra navale francese, comandate dall'ammiraglio Émile Duplat e dirette verso gli stabilimenti industriali di Genova e Savona.
La formazione francese era divisa in tre gruppi:
- Primo gruppo

Incrociatore pesante Algerie
Incrociatore pesante Foch
6 cacciatorpediniere
→ diretto verso i depositi di carburante di Vado Ligure e le zone industriali di Savona
- Secondo gruppo

Incrociatore pesante Dupleix
Incrociatore pesante Colbert
2 cacciatorpediniere
→ diretto verso Genova
- Terzo gruppo

3 cacciatorpediniere
4 sommergibili
→ con funzione di protezione degli altri due gruppi, con i sommergibili mandati verso sud ad ostacolare un eventuale intervento della marina italiana.
Alle 4:30 del 14 giugno il "primo gruppo" aprì il fuoco su Vado Ligure e sugli stabilimenti metallurgici di Savona. Alcune esplosioni provenienti dai serbatoi combustibili di Vado Ligure, seguiti due minuti dopo da altri boati provenienti dalle installazioni metallurgiche di Savona, diedero la sveglia agli abitanti.
«Si scorgono, - scriverà più tardi il capitano di vascello francese De Loynes nella sua relazione - fiammate e colonne di fumo che si innalzano dai serbatoi».
La reazione italiana fu pronta, ma inefficace: spararono la batteria di Capo Vado e il treno armato T.A. 120/3/S con sede ad Albisola, che esplose 93 colpi con i suoi quattro pezzi da 120/45, ma nessuno degli attaccanti venne colpito, ed anzi la batteria venne presa di mira dal cacciatorpediniere Aigle che, con i suoi pezzi da 138/40, colpì la batteria e il faro di Capo Vado. Solo l'intervento della XIII flottiglia MAS, con i Mas 534-535 e 538-539, compì un'azione decisiva. I Mas attaccarono i cacciatorpediniere francesi al largo di Bergeggi, con il lancio di sei siluri: l'incrociatore Foch manovrò per evitare, i cacciatorpediniere reagirono e i Mas si allontanarono senza aver causato alcun danno; il MAS 535 e il 534, colpiti da schegge di granata, lamentarono anzi alcuni feriti a bordo, ma riuscirono a far ripiegare il nemico. Alle 4:48 l'attacco su Savona cessò: in totale vennero sparati da parte francese circa 400 colpi da 203 e altrettanti da 138, 300 da quella italiana.
Il "secondo gruppo" iniziò invece la sua azione contro il tratto di costa fra Arenzano e Sestri Ponente. Qui la reazione italiana fu più efficace; la Batteria Mameli sparò 54 colpi con le sue artiglierie da 152, colpendo il cacciatorpediniere Albatros nel locale caldaie di poppa e causando 12 morti. Aprirono il fuoco anche i due pontoni armati GM-194 (ex Faà di Bruno) e GM-269. Il primo, ormeggiato a Sampierdarena, sparò due colpi con la sua torre binata da 381/40, mentre il secondo sparò un solo colpo da 190 mm. L'unica imbarcazione della Regia Marina a prendere parte alla difesa della città fu la vecchia torpediniera Calatafimi, che stava scortando nella zona una posamine, comandata dal tenente di vascello Giuseppe Brignole, la quale si avvicinò alla squadra francese protetta dalla foschia e lanciò alcuni siluri poco prima che le navi nemiche si ritirassero, senza peraltro colpire alcun obiettivo.

## Esito
A Savona i morti furono 6 e i feriti 22. Morti e feriti si ebbero, ma in numero minore, anche a Vado-Zinola, mentre per la città i danni materiali furono contenuti. Ancor più limitate furono le perdite fra i civili e fra le strutture a Genova, ma l'azione francese ebbe un'importante ripercussione sul morale degli abitanti e soprattutto sui vertici militari italiani.
Nonostante il coraggio dei Mas e della Calatafimi, le difese liguri si dimostrarono inefficaci. Le batterie dimostrarono la limitatezza dei loro calibri contro un bombardamento navale e fu evidenziata la pessima reattività dell'apparato militare a provvedere alla difesa delle città.
La flotta francese riuscì infatti ad avvicinarsi indisturbata ed a allontanarsi altrettanto indisturbata, grazie alla mancanza di ogni attività di ricognizione e alla scarsa reattività da parte della Regia Aeronautica e della Regia Marina, che non riuscirono ad intercettare successivamente la flotta.